# Kalaninuiamamao
Kalaninuiamamao je bio princ Havaja, sin Keaweikekahialiʻiokamokua i Lonomaaikanake, nećak Kalanikauleleiaiwi i stariji polubrat Kalanija Kame Keeaumoku-nuia.
Imao je nekoliko supruga. 
Prva se zvala Kamakaimoku. Ona je bila majka Kalaniʻōpuʻu-a-Kaiamamaa. Druga žena mu je bila polusestra, Kekaulike-i-Kawekiuonalini, majka Keawemauhilija.
Njegove druge žene bile su Kapaihi-a-Ahu, Kalani-kumaikiekia i Kaolanialii; ova mu je bila kći te mu je rodila kćer Alapaiwahine.